# Чечерський замок
Чече́рський за́мок (біл. Чачэрскі замак) — оборонна споруда у білоруському місті Чечерську (нині районний центр Гомельської області), що існував у XIV—XVIII століттях. 
Наявні відомості про замок ґрунтуються на даних з письмових документів та на результатах археологічних досліджень. 

## Опис
Замок був розташований у північно-східній частині стародавнього поселення, на крутосхилі річки Чечори і з'єднувався з кільцевим обвідним земляним валом (вочевидь, не менше 3,5 м заввишки із зовнішнього боку).
Територія Чечерського замку мала трикутну форму й вивищувалася над заплавою Чечори майже на 14 м. Імовірно, що в XVI—XVIII століттях висота валу сягала 5—6 м (можливо, і більше), а його ширина при основі — 18—20 м, ширина обвідного рову — 18—20 м. У середині XVI століття над ровом існував розвідний міст (узвод).
Стіни замку булі рублені дерев'яні, обмазані до верху глиною. Вежі — дерев'яні. У 1682 році їх було 8, у тому числі вежа-брама й сосновий подвійний острог.

## Історія
Чечерський замок існував уже в XIV столітті.
Повинності зі зведення й ремонтування укріплень Чечерського замку були покладені на жителів Чечерська й волості ще з XVI століття («Статутна грамота» Сигізмунда II, 1554). 
Від XVI століття в Чечерському замку постійно утримувався невеликий гарнізон (10—20 козаків) на чолі з ротмістром, під час воєн чисельність гарнізону збільшувалася (наприклад 100 драбів і 150 вершників у 1534 році). 
Географічне розташування Чечерська біля кордону з Московською державою не раз призводило до облог замку військами кримських татар і російських великих князів (1506, 1523, 1562, 1633, 1654 — двічі, 1659). У 1649 році замок захопили повсталі селяни, у 1654 і 1659 роках — російська армія.
У XVIII столітті після великого перепланування попередній вигляд Чечерського замку було зведено нанівець.

## Джерело
- Ткачоў М. А. Чечерск // Castrum, urbis et bellum: Зборнік навуковых прац, 2002 — 421 с. (біл.)